# Salamander (Fernsehserie)
Salamander ist eine Fernsehserie des belgischen Senders Eén.
Die Premiere der Serie erfolgte am 30. Dezember 2012. Die deutsche Erstausstrahlung erfolgte ab 17. Oktober 2013 beim FOX Channel, eine Free-TV-Ausstrahlung bei ServusTV. Eine zweite Staffel mit zehn Folgen wurde 2018 ausgestrahlt.

## Handlung
Jonkhere ist eine kleine Privatbank in Brüssel, Belgien. Zu Beginn der Serie werden dort 66 Schließfächer prominenter Persönlichkeiten ausgeraubt. Die Eigentümer wollen die Diebstähle verheimlichen, um Skandale zu vermeiden, aber Polizeiinspektor Paul Gerardi beginnt zu ermitteln. Gerardi entdeckt, dass die Opfer Mitglieder einer geheimen Organisation namens „Salamander“ sind – bestehend aus der industriellen, finanziellen, rechtlichen und politischen Elite des Landes – und die Schließfächer ihre intimsten Geheimnisse enthalten, welche zum Teil aus dem Zweiten Weltkrieg stammen. Eine Aufdeckung könnte die Nation gefährden und die Regierung stürzen. Nach ersten Morden wird er Ziel der Kriminellen und der Behörden und muss schnell herausfinden, wer hinter den Diebstählen steckt und was die Täter vorhaben.

## Besetzung
Die deutschsprachige Synchronisation der Serie erfolgt bei der Berliner Synchron AG Wenzel Lüdecke unter Dialogregie und nach Dialogbüchern von Beate Gerlach.

### Hauptdarsteller
| Schauspieler            | Charakter       | Hauptrolle        | Synchronsprecher                      |
| ----------------------- | --------------- | ----------------- | ------------------------------------- |
| Filip Peeters           | Paul Gerardi    | 1.01-             | Erich Räuker                          |
| Violet Braeckman        | Sofie Gerardi   | 1.01-             | Nadine Zaddam                         |
| Tine Reymer             | Patricia Wolfs  | 1.05-2.03         | Heide Domanowski                      |
| Koen Van Impe           | Vic Adams       | 1.02-             | Matti Klemm                           |
| Wim Opbrouck            | Marc De Coutere | 1.02-2.01         | Jörg Hengstler                        |
| Emilie Van Nieuwenhuyze | Nicola Wolfs    | 1.05, 1.09, 2.01- | Friedel Morgenstern Lydia Morgenstern |
| Leah Thys               | Martine Callier | 1.03, 1.07, 2.02- | Barbara Adolph                        |

### Nebendarsteller
| Schauspieler        | Charakter              | Nebenrolle | Synchronsprecher   |
| ------------------- | ---------------------- | ---------- | ------------------ |
| Koen De Bouw        | Joachim Klaus          | 1.01-1.12  | Karlo Hackenberger |
| Mike Verdrengh      | Raymond Jonkhere       | 1.01-1.12  | Axel Lutter        |
| Lucas Van den Eynde | Carl Cassimon          | 1.03-1.12  | Wolfgang Wagner    |
| Jo De Meyere        | Armand Persigal        | 1.01-1.10  | Rainer Gerlach     |
| Warre Borgmans      | Kommissar Martin Colla | 1.01-1.10  | Bodo Wolf          |
| Vic De Wachter      | Gil Wolfs              | 1.03-1.12  | Eberhard Haar      |
| Kevin Janssens      | Vincent Noël           | 1.03-1.12  | Stefan Kaminski    |
| Bart Hollanders     | Victor                 | 1.03, 1.11 | Peter Lontzek      |
| Vera Van Dooren     | Kommissarin Monda      | 2.01-2.10  | Almut Zydra        |
| Jeroen Van der Ven  | Antony Minnebach       | 2.02-2.06  | Armin Schlagwein   |
| Boris Van Severen   | Jamie Capelle          | 2.04-2.10  | Nicolás Artajo     |
| Peter Van De Velde  | René Kroneborg         | 2.01-2.07  | Matthias Klages    |
| Govert Deploige     | Alain                  | 2.03       | Gerrit Hamann      |
| Herbert Flack       | Jonatan Bury           | 2.01-2.10  | Dieter Memel       |
| Tom Van Bauwel      | Roger Roppe            | 2.02-2.09  | Marco Kröger       |
| Kadèr Gürbüz        | Sabine Kroneborg       | 2.01-2.10  | Silke Matthias     |

## Adaption im Ausland
Laut verschiedener Quellen war ein US-/kanadisches-Remake unter der Leitung von Paul Haggis geplant. Nachdem diese Adaption nicht zustande kam, sicherten sich die ABC Studios die Remake-Rechte. Eine Pilotfolge für eine mögliche Serie wurde im Januar 2017 geordert, nachdem diese bereits zuvor im November 2016 angekündigt wurde.

## Veröffentlichung auf DVD
Die erste Staffel der Serie erschien im deutschsprachigen Raum bei Polyband am 25. Juli 2014.